# Bienvenue à Madagascar
Pour plus de détails, voir Fiche technique et Distribution.
Bienvenue à Madagascar est un documentaire français réalisé par Franssou Prenant et sorti en 2017.

## Fiche technique
- Titre : Bienvenue à Madagascar
- Réalisation : Franssou Prenant
- Scénario : Franssou Prenant
- Photographie : Franssou Prenant
- Son : Franssou Prenant, Jérôme Ayasse et Myriam René
- Montage : Franssou Prenant
- Production : Survivance - Vie Des Hauts Production
- Pays de production :  France
- Durée : 102 minutes
- Date de sortie : France - 15 mars 2017

## Sélections
- 2015 : Festival du film de Belfort - Entrevues (Prix d'aide à la distribution Ciné+ et Prix Eurocks One+One)
- 2016 : Viennale